# 达妮卡·勒德洛
达妮卡·勒德洛（英語：Danica Ludlow，1996年8月30日—），加拿大女子游泳运动员。她曾代表加拿大参加2019年泛美运动会游泳比赛，获得女子400米自由泳和女子4×200米自由泳接力银牌。